# Чардынин, Пётр Иванович
Пётр Иванович Чардынин (27 января [8 февраля] 1873, Пензенская губерния, Российская империя — 14 августа 1934, Одесса, СССР) — русский актёр и кинорежиссёр эпохи немого кино.

## Биография
Пётр Иванович Красавцев (по другим источникам — Красавчиков) родился в крестьянской семье в Пензенской губернии, по другим сведениям — в Чердыни Пермской губернии. Позже его семья переехала в Симбирск. По другим данным — в Симбирске.
В 1890 году поступил в Музыкально-драматическое училище при Московском филармоническом обществе по драматическому классу, который вели сначала А. И. Южин и А. Н. Невский, а с 1891 года В. И. Немирович-Данченко. По окончании училища взял псевдоним Чардын, затем — Чардынин.
Работал в провинциальных театрах актёром и режиссёром.
С 1908 года — в труппе Введенского народного дома, вместе с которой был приглашён сниматься в фильмах ателье Ханжонкова «Песнь про купца Калашникова» и «Русская свадьба XVI столетия», которые ставил Василий Гончаров. Быстро овладел профессией постановщика, начал сам выступать в качестве режиссёра (дебют в кинорежиссуре — фильм «Власть тьмы», 1909) и вскоре стал ведущим постановщиком у Ханжонкова.
В 1916 году, после появления среди работающих у Ханжонкова режиссёров Евгения Бауэра, почувствовал себя «отодвинутым на второй план» и ушёл в конкурирующее киноателье Дмитрия Харитонова, где снял несколько чрезвычайно успешных мелодрам. Всего до 1917 года Чардынин успел поставить около 200 фильмов, из которых сохранились 34. Сохранились в основном фильмы периода 1909—1914 гг. (25 фильмов из 50). Наибольшей плодотворности Чардынин достиг в 1915 году, поставив 35 фильмов. Как правило, он являлся шефом-оператором всех своих фильмов. Отдельные картины он снимал сам.
В 1918 году на экраны вышел двухсерийный фильм-бенефис «Молчи, грусть… молчи…», которым было ознаменовано десятилетие кинематографической деятельности Петра Чардынина. Он поставил фильм по собственному сценарию и блестяще сыграл в нём одну из ключевых ролей.
Пётр Чардынин стоял у истоков латвийского кино. В 1920 году актёр и режиссёр Вилис Сеглиньш по своему сценарию снял получасовой фильм «Уходя на войну». В том же году было основано АО «Латвью филма» режиссёром и актёром П. Чардыниным и В. Сеглиньшем. В 1921 году «Латвью филма» организовало курсы киноактёров, которыми руководили его основатели.
В 1920—1923 годах Чардынин эмигрировал в Латвию, затем вернулся на родину, где работал на украинских киностудиях.
Историк отечественного кино Ромил Соболев написал, что «вклад Чардынина в развитие русского кинематографа очень велик и место, занимаемое им в истории, весьма почётно». Киноведы Ю. Цивьян и Р. Янгиров отмечали, что «режиссёрский стиль Чардынина не был экстравагантным, но отличался последовательным и умным применением „авторских“ приёмов».
В 1934 году Пётр Иванович Чардынин умер от рака печени в Одессе. Похоронен там же на Втором христианском кладбище. На могиле кинорежиссёра был установлен кенотаф киноактрисе немого кино Вере Холодной.

## Личная жизнь
Был женат несколько раз.
С 1924 по 1929 годы (одесский период) его женой была молодая актриса Маргарита Барская. На момент заключения брака ему было 52 года, а ей – 23. Чардынин стал наставником Барской в режиссёрской профессии. Она работала его помощником, монтажёром и ассистентом режиссёра. Барская была инициатором развода, после которого уехала из Одессы в Москву и стала выдающимся режиссёром детского кино и идеологом детской кинематографии как специфического вида киноискусства.

## Фильмография
1. 1909 — Песнь про купца Калашникова (не сохранился)
2. 1909 — Боярин Орша (режиссёр под вопросом)
3. 1909 — Власть тьмы (не сохранился)
4. 1909 — Женитьба (не сохранился)
5. 1909 — Мёртвые души
6. 1909 — Хирургия (не сохранился)
7. 1909 — Хирургия (не сохранился)
8. 1909 — Чародейка
9. 1910 — В студенческие годы (не сохранился)
10. 1910 — Вадим
11. 1910 — Воевода (не сохранился)
12. 1910 — Вторая молодость (не сохранился)
13. 1910 — Идиот
14. 1910 — Любовь за гробом, или жизнь за жизнь (не сохранился)
15. 1910 — Мания величия (не сохранился)
16. 1910 — Маскарад (не сохранился)
17. 1910 — Мёртвые души (не сохранился)
18. 1910 — Пиковая дама
19. 1911 — Боярская дочь
20. 1911 — Василиса Мелентьевна и царь Иван Васильевич Грозный
21. 1911 — Крейцерова соната (не сохранился)
22. 1911 — На бойком месте
23. 1911 — Накануне манифеста 19 февраля (не сохранился)
24. 1911 — Последние минуты Дмитрия Самозванца (не сохранился)
25. 1911 — Последний нынешний денёчек
26. 1911 — Светит, да не греет
27. 1911 — Евгений Онегин
28. 1912 — Барышня-крестьянка
29. 1912 — Весенний поток (сохранился фрагментарно)
30. 1912 — Любовь за гробом, или жизнь за жизнь (не сохранился)
31. 1912 — Рабочая слободка (не сохранился)
32. 1912 — Трагедия перепроизводства (не сохранился)
33. 1913 — Братья
34. 1913 — Вам такие сцены не знакомы (не сохранился)
35. 1913 — Воцарение дома Романовых
36. 1913 — Домик в Коломне
37. 1913 — Дядюшкина квартира
38. 1913 — Жизнь как она есть (не сохранился)
39. 1913 — За дверями гостиной
40. 1913 — Княгиня Бутырская (не сохранился)
41. 1913 — На кавказском курорте (не сохранился)
42. 1913 — Обрыв
43. 1913 — Фальшивый купон (не сохранился)
44. 1913 — Война и мир
45. 1914 — Бамбуковое положение (не сохранился)
46. 1914 — В руках беспощадного рока (не сохранился)
47. 1914 — Женщина завтрашнего дня (сохранился не полностью)
48. 1914 — Кормилица (сохранился не полностью)
49. 1914 — Король, закон и свобода
50. 1914 — Мазепа
51. 1914 — Немецкое засилье (не сохранился)
52. 1914 — Ревность (не сохранился)
53. 1914 — Руслан и Людмила (не сохранился)
54. 1914 — Сестра милосердия (не сохранился)
55. 1914 — Сказка о спящей царевне и семи богатырях
56. 1914 — Сорванец (сохранился фрагмент)
57. 1914 — Тётушка огерманилась (не сохранился)
58. 1914 — Тёща в плену у германцев (не сохранился)
59. 1914 — Ты помнишь ли? (сохранилась 1-я часть из 3)
60. 1914 — Хризантемы
61. 1914 — Цыганские романсы (сохранились 2-3 части из 3)
62. 1915 — Барышня в белой шапочке (не сохранился)
63. 1915 — Бешеная собака
64. 1915 — Венецианский чулок (не сохранился)
65. 1915 — Власть тьмы (не сохранился)
66. 1915 — Возрождение (не сохранился)
67. 1915 — Вторая молодость (не сохранился)
68. 1915 — Дамочки пошутили (не сохранился)
69. 1915 — День трёх королей (не сохранился)
70. 1915 — Драконовский контракт (Имеется в Госфильмофонде)
71. 1915 — Дурман (не сохранился)
72. 1915 — Женщина завтрашнего дня, 2-я серия
73. 1915 — Затравленная (не сохранился)
74. 1915 — Злой мальчик (не сохранился)
75. 1915 — Инвалиды духа (не сохранился)
76. 1915 — Испанское недоразумение (не сохранился)
77. 1915 — История одного лета (не сохранился)
78. 1915 — Как я осаждал крепость (не сохранился)
79. 1915 — Катюша Маслова (не сохранился)
80. 1915 — Клуб нравственности (не сохранился)
81. 1915 — Комедия о боярыне Сапун-Тюрякиной (не сохранился)
82. 1915 — Комедия смерти (не сохранился)
83. 1915 — Краденое счастье (не сохранился)
84. 1915 — Любовные похождения госпожи В. (не сохранился)
85. 1915 — Любовь статского советника (сохранились 3 части из 5)
86. 1915 — Марья Лусьева (не сохранился)
87. 1915 — Миражи
88. 1915 — Наташа Ростова (не сохранился)
89. 1915 — Потоп (не сохранился)
90. 1915 — Пробуждение (не сохранился)
91. 1915 — Родные души (не сохранился)
92. 1915 — Сила внутри нас (не сохранился)
93. 1915 — Сладострастие (не сохранился)
94. 1915 — Судьба не прощает удачи (не сохранился)
95. 1915 — Татьяна Репина (не сохранился)
96. 1915 — Тени греха
97. 1915 — Тени ушедшего, листья опавшие... (не сохранился)
98. 1915 — Убогая и нарядная (сохранились 2-3 части из 3)
99. 1915 — Хромоножка (не сохранился)
100. 1915 — Юность прекрасная, светлая, чистая (не сохранился)
101. 1916 — Белая роза (не сохранился)
102. 1916 — Воскресший Дон-Жуан (не сохранился)
103. 1916 — Жизнью смятые души (не сохранился)
104. 1916 — Золотой вихрь (не сохранился)
105. 1916 — Илья Мурин (не сохранился)
106. 1916 — Любовь среди декораций (не сохранился)
107. 1916 — Метресса Его Превосходительства (не сохранился)
108. 1916 — На ложе смерти и любви (не сохранился)
109. 1916 — Невинная жертва (не сохранился)
110. 1916 — Принцесса Греза (не сохранился)
111. 1916 — Ради счастья (не сохранился)
112. 1916 — Ребёнок-крошка (не сохранился)
113. 1916 — Роковой талант (не сохранился)
114. 1916 — Столичный яд (не сохранился)
115. 1916 — Шпаргалкин (не сохранился)
116. 1917 — Блуждающие огни (не сохранился)
117. 1917 — Жизнь Барона (не сохранился)
118. 1917 — Измена идеалу (не сохранился)
119. 1917 — На алтарь красоты (не сохранился)
120. 1917 — Поединок любви (не сохранился)
121. 1917 — Позабудь про камин, в нём погасли огни (не сохранился)
122. 1917 — Почему я безумно люблю (не сохранился)
123. 1917 — Пытка молчания (не сохранился)
124. 1917 — Раб женщины (не сохранился)
125. 1917 — Софья Перовская (не сохранился)
126. 1917 — У камина (не сохранился)
127. 1918 — Азра (не сохранился)
128. 1918 — Красная заря (не сохранился)
129. 1918 — Молчи, грусть… молчи… (сохранилась 1-я серия из 2)
130. 1919 — Мученики мола (не сохранился)
131. 1919 — Одесская чрезвычайка (не сохранился)
132. 1919 — Рубиновская саламандра (не сохранился)
133. 1919 — Тайна июльской ночи (не сохранился)
134. 1919 — Три капли крови (не сохранился)
135. 1919 — Чёрная хризантема (не сохранился)
136. 1920 — Красный Касьян (не сохранился)
137. 1920 — На заре (не сохранился)
138. 1920 — Рассказ о семи повешенных (не сохранился)
139. 1921 — В вихре времени \ Laiku viesulī (Латвия) (не сохранился)
140. 1921 — Fricītis jūrmalā (Латвия) (не сохранился)
141. 1921 — Дубровский, атаман разбойников \ Dubrowski, der rauber ataman (Германия) (не сохранился?)
142. 1921 — Человек-зверь \ Bestie mensch (Германия) (не сохранился?)
143. 1922 — Психея \ Psihe (Латвия) (не сохранился)
144. 1922 — Vilkiem mests laupījums (Латвия) (не сохранился)
145. 1923 — Магнитная аномалия (не сохранился)
146. 1923 — Не пойман — не вор
147. 1923 — Хозяин Чёрных скал (не сохранился)
148. 1925 — Генерал с того света (не сохранился)
149. 1925 — Изобретатель (не сохранился)
150. 1925 — Соль (не сохранился)
151. 1925 — Укразия
152. 1926 — Тарас Трясило[укр.]
153. 1926 — Тарас Шевченко
154. 1927 — Каприз Екатерины II (не сохранился)
155. 1927 — Черевички (не сохранился)
156. 1928 — За монастырской стеной (не сохранился)
157. 1930 — Червонцы (с Михаилом Шором, не сохранился)
158. 1932 — Событие в степи (не сохранился?)